# Siska Ferenc
P. Siska Ferenc SJ (Budapest, 1894. november 26. – Szigetvár, 1955. július 25.) katolikus pap, jezsuita, gimnáziumi tanár. 

## Élete
Testvérét követvén lépett be a jezsuita rendbe 1916. február 2-án. Pappá szentelésére Innsbruckban került sor 1924. július 27-én. 1931-ben latin-német szakos tanári oklevelet szerzett. 1936 és 1938 között a kalocsai Szent István Gimnáziumban, az 1940-es években pedig a pécsi Pius Gimnáziumban tanított. 1943-ban Kalocsán kollégiumi felügyelő volt.  
1950-ben, a magyarországi szerzetesrendek feloszlatása idején az államvédelem emberei őt Pécsről hurcolják el Mezőkövesdre június 10-én, ahol ugyanazon év őszéig maradt. 
Távozása után visszatért a Pécsi egyházmegyébe. 1951 decemberétől egészen haláláig a szigetvári ferences zárdában élt, segítvén a templomigazgató Légár Pál lelkészi munkáját. 1955. július 25-én hunyt el. Szigetváron, a Kanizsai temető papi kriptájában helyzeték örök nyugalomra.